# Филип Лазаревић
Филип Лазаревић (Грбаљ, 19. мај 1877 – 7. децембар 1960) био је српски љекар, предузетник, издавач и политичар. Један је од оснивача Српске народне библиотеке у Котору и саоснивач је Српске бокешке штедионице која је касније прерасла у Бокешку банку.

## Биографија
Гимназију је похађао на Цетињу, Дубровнику и Котору. Студирао је књижевност и дипломирао медицину на Универзитету у Бечу 1903.
Један је од оснивача Прве бокешке глинене индустрије и Бродарског друштва Бока у Котору.
Бокешку штампарије оснива 1907. а 1908. покреће лист Бока који излази до децембра 1909.
Током Првог балканског рата прелази у Црну Гору и пријављује се као добровољац. На почетку првог свјетског рата ради као љекар у 37. домобранској пуковнији у Зеленици. Службује у неколико градова. Додјељен му је чин резервног санитетског мајора. Послат је на италијански фронт након што су аустроуграске власти утврдиле да је јужнословенским регрутима давао ослобођење од служења војног рока под разним изговорима. Са фронта је враћен у Котор како би радио на сузбијању заразе.
Након формирање Југославије вратио се љекарском раду и постаје политички активао као члан Народне радикалне странке а касније Југословенске радикалне заједнице. Биран је вијећника Зетске бановине, народног пославника из бококоторског среза и јуслословенског сенатора 1938.
Био је управник Војне болнице у котору са чином резервног санитетског пуковника током Априлског рата. Након капитулације југословенске војске био је у заробљеништву у Италији све до 1943. када се враћа у Котор. Након капитулације Италије, хапсе га њемачке трупе али га убрзо пуштају на слободу због слабог здравственог стања. Касније се ставио на располагање НОВЈ и по ослобођењу Котора новембра 1944. радио је на успостављању нових власти. Био је сумњичен као сарадник окупатора и привремено му је била одузета пензија. У новој држави обављао је функције директора опоравилишта на Ловћену и директора ниже Медицинске школе у Котору.
Додјељен му је Орден Даниловог крста III реда, Орден југословенске круне и Орден Светог Саве.